# Клюшниково (Курская область)
Клюшниково — деревня в Железногорском районе Курской области. Входит в состав Линецкого сельсовета.

## География
Расположена на юго-востоке района, в 34 км к юго-востоку от Железногорска на левом берегу реки Усожи. Высота над уровнем моря — 185 м. В 1,3 км к северу от деревни проходит автомобильная дорога Дмитриев — Фатеж. В 1,5 км к востоку от Клюшниково проходит граница между Железногорским и Фатежским районами. Ближайшие населённые пункты — деревни Верхнее Жданово и Калиновка, хутор Заречье.

## История
Деревня Клюшниково возникла в начале XVII века и получила название от фамилии основателя — служилого человека Ключникова, который первым получил здесь поместье. Наиболее раннее упоминание деревни содержится в отказной книге 1631 года: 13 декабря 7140 года (1631 года) Терентию Васильеву сыну Гранкину и Якову Гаврилову сыну Брехову отказано (пожаловано) поместье Мирона Ключникова в деревне Ключниковой Усожского стана Курского уезда. 
На плане генерального межевания Фатежского уезда 1785 года обозначена как часть деревни Жданово — «Клюшникова, Плотникова тож».
В XIX веке часть крестьян деревни были казёнными (однодворцы), часть — владельческими (принадлежали помещикам). К моменту отмены крепостного права в 1861 году местными крестьянами владели: жена коллежского регистратора Елизавета Маслова (14 душ мужского пола), майор Иван Кишкин (45 д.м.п.) и Константин Ключников (5 д.м.п.). Вероятно, от фамилии помещиков Ключниковых и произошло название деревни. В 1861—1924 годах деревня входила в состав Дмитриевской волости Фатежского уезда Курской губернии. В 1862 году в Клюшниково было 34 двора, проживало 417 человек (207 мужского пола и 207 женского). Население деревни было приписано к приходу Рождественского храма соседнего села Шахово. На карте Шуберта 1869 года Клюшниково обозначено вторым названием — Плотникова. По состоянию на 1883 год деревня состояла из 2-х общин, здесь проживало 405 человек. 
В 1887 году крестьяне деревни, работая в поместье помещика Кишкина, обнаружили остатки глиняной посуды и несколько полустертых монет. Надеясь найти более ценные вещи, селяне разрыли землю вокруг находки и обнаружили три деревянные окаменевшие «колоды» с останками древних воинов. В захоронении лежали железные дротики, наконечники стрел, металлические части колчанов, монеты, кинжалы и глиняная посуда. По мнению фатежского исправника Юркевича, в выдолбленных гробах лежали останки славянских воинов-женщин. Украшения на кожаной одежде, характер причесок, строение костей, размер оружия однозначно говорили о найденном женском захоронении. Возможно, обнаруженные останки являются погребением сарматских женщин-воинов.
В 1900 году в Клюшниково проживало 442 человека (225 мужского пола и 217 женского), а в 1905 году — 407 (213 мужского пола и 194 женского).
В советское время деревня вместе с остальными населёнными пунктами Нижнеждановского сельсовета входила в состав Фатежского района. В 1937 году в Клюшниково было 35 дворов. Во время Великой Отечественной войны, с октября 1941 года по февраль 1943 года, находилась в зоне немецко-фашистской оккупации. В декабре 1991 года деревня вместе с Нижнеждановским сельсоветом была передана в состав Железногорского района. В 2017 году, с упразднением Нижнеждановского сельсовета, была передана в Линецкий сельсовет.

## Население
| 1862 | 1883 | 1900 | 1905 | 1979 | 2002 | 2010 |
| ---- | ---- | ---- | ---- | ---- | ---- | ---- |
| 417  | ↘405 | ↗442 | ↘407 | ↘65  | ↘27  | ↗30  |

## Исторические фамилии
Бреховы, Евсюковы, Кадеевы, Ненашевы, Никулины, Рудские (Руцкие) и другие. 

## Персоналии
- Василий (Кишкин) (1745—1831) — иеромонах, прославленный в лике святых, преподобный. Родился в Клюшниково.